# Abstandsauflage
Um den Eintrag von Pflanzenschutzmitteln in Oberflächengewässer im Rahmen der Applikation zu minimieren, werden bei der Zulassung eines Pflanzenschutzmittels Auflagen, neben anderen auch Abstandsauflagen erteilt. 
Abstandsauflagen definieren die Mindestabstände zu Oberflächengewässern, die beim Einsatz von Pflanzenschutzmitteln zum Schutz von Gewässerorganismen einzuhalten sind. 
Der Mindestabstand (Regelabstand) wird im Rahmen der Zulassung für jedes Pflanzenschutzmittel aufgrund seiner Toxizität gegenüber Wasserorganismen unter Berücksichtigung von Aufwandmenge und Kultur berechnet und festgesetzt. Eine Nichteinhaltung der Auflagen führt zur Verhängung von Bußgeldern und auch zu Kürzungen von Fördermitteln aufgrund von Verstößen gegen die gute fachliche Praxis.